# Дзонгпен
Дзонгпен (Дзонг-кэ: རྗོང་དཔོན་; Вайли: rjong-dpon; также пишется «Дзонгпон», «Дзонгпён», «Джонгпен», «Джонгпон», «Джонгпён») — термин Дзонг-кэ, который приблизительно переводится как губернатор или владыка дзонга. До объединения Бутана дзонгпены контролировали определенные районы страны, но сейчас они не занимают никаких административных должностей. Напротив, дзонгпены теперь полностью подчинены династии Вангчук.
Традиционно Бутан состоял из девяти провинций: Тронгса, Паро, Пунакха, Вангди-Пходранг, Дага (также Така, Тарка или Тага), Бумтанг, Тхимпху, Куртед (также Куртой, Куру-тод) и Курмэйд (или Курме, Куру-мад). Провинции Куртед и Курмэйд были объединены в одну местную администрацию, в результате чего традиционное число губернаторов составило восемь человек. В то время как некоторые правители управляли из дзонгов и носили титул дзонгпенов, другие носили титул Пенлопа (Дзонг-кэ: དཔོན་སློབ་; Вайли: dpon-slob; также «Понлоп»), титул, который также переводится как «губернатор», хотя Пенлопы, как правило, были более влиятельными.
Дзонгпены правили в Бьягхе, Далае, Далингкоте, Ха, Кхаме, Пунакхе («Пунаб»), Сингхи, Ташичо-дзонге, Тхимпху(«Тхимпхуб»), Туве и Вангди-Пходранге («Вангзоб»).
При дуальной системе управления Пенлопы и Дзонгпены теоретически были хозяевами своих владений, но слугами Друк Деси. Однако на практике они находились под минимальным контролем центрального правительства, а Пенлоп из Тронгсы и пенлоп из Паро главенствовали над другими местными правителями. И хотя на все должности такого уровня правителей (губернаторов) официально назначались Шабдрунгом Нгавангом Намгьялом, а позднее на эти должности назначал Друк Деси, некоторые должности, такие как Пенлоп Тронгсы, де-факто были наследственными и назначались в определенных семьях.
Пенлопы и Дзонгпены часто занимали другие государственные должности, такие как Друк Деси, губернатор других провинций, или пребывали второй или третий срок на одном и том же посту.

## История
При ранней теократической дуальной системе управления в Бутане снижение эффективности контроля центрального правительства привело к фактическому распаду правительства Шабдрунга после смерти Шабдрунга Нгаванга Намгьяла в 1651 году. При этой системе Шабдрунг управлял временным Друк Деси и религиозным Дже Кхенпо. Два преемника Шабдрунга — сын (1651) и сводный брат (1680) Нгаванга Намгьяла — эффективно контролировались Друк Дези и Дже Кхенпо, пока власть не раздробилась еще больше благодаря нововведениям, связанным с многочисленными воплощениями Шабдрунга, отражающими речь, ум и тело. Все более светские региональные владыки (пенлопы и дзонгпены) боролись за власть на фоне гражданской войны за Шабдрунга и вторжений из Тибета и Монгольской империи. Пенлопы Тронгсы и Паро, а также Дзонгпоны Пунакхи, Тхимпху и Вангди-Пходранга были особенно заметными фигурами в борьбе за региональное господство.

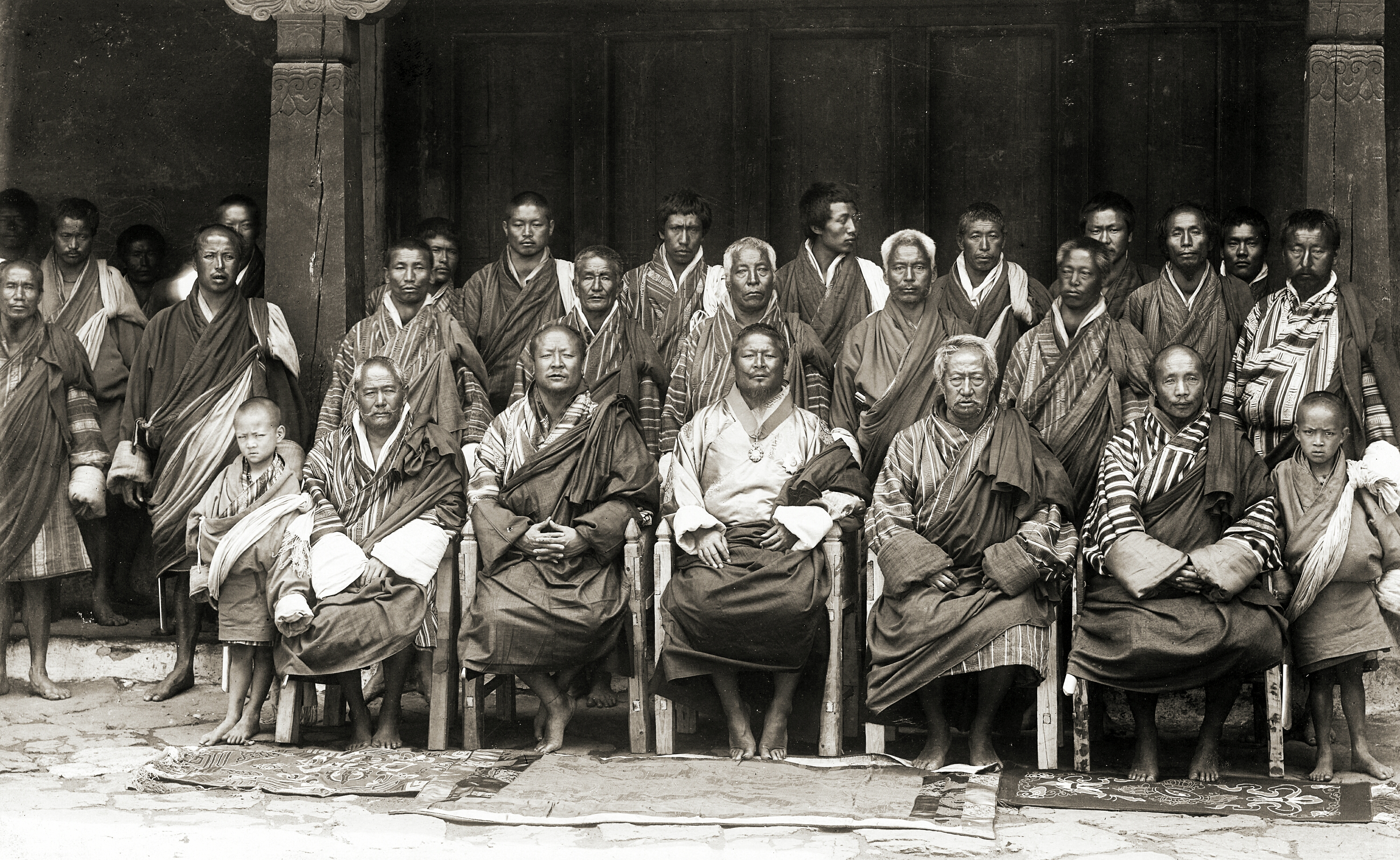
Угьен Вангчук в окружении своих советников в Пунакхе, Бутан, 1905 год. В первом ряду: сын Тхимпху-дзонгпена, Пунакха-дзонгпена, Тхимпху-дзонгпен, Тронгса-пенлоп, Зунг Доньер [дроньер], Деб Зимпон и старший сын Тхимпху-дзонгпена.

В рамках этого политического контекста семья Вангчук происходит из региона Бумтанг в центральной части Бутана. Семья принадлежит к клану Ньё и происходит от Пема Лингпы, бутанского святого Ньингмапы. Клан Ньё возник как местная аристократия, вытеснив многие старые аристократические семьи тибетского происхождения, которые перешли на сторону Тибета во время вторжения в Бутан. В результате клан занял наследственную должность Пенлопа Тронгсы, а также значительные государственные и местные правительственные посты.
Пенлоп Тронгсы контролировал центральную часть Бутана; соперничающий с ним пенлоп из Паро контролировал западный Бутан; а Дзонгпоны контролировали территории вокруг своих дзонгов. Восточные дзонгпоны обычно находились под контролем пенлопа Тронгсы, который был официально наделен полномочиями назначать их в 1853 г. Пенлоп Паро, в отличие от Тронгсы, был должностью, назначаемой центральным правительством Друк Деси. Поскольку западные регионы, контролируемые пенлопом Паро, включали прибыльные торговые пути, он стал предметом конкуренции между аристократическими семьями.

## ДзонгпеныПунакхи

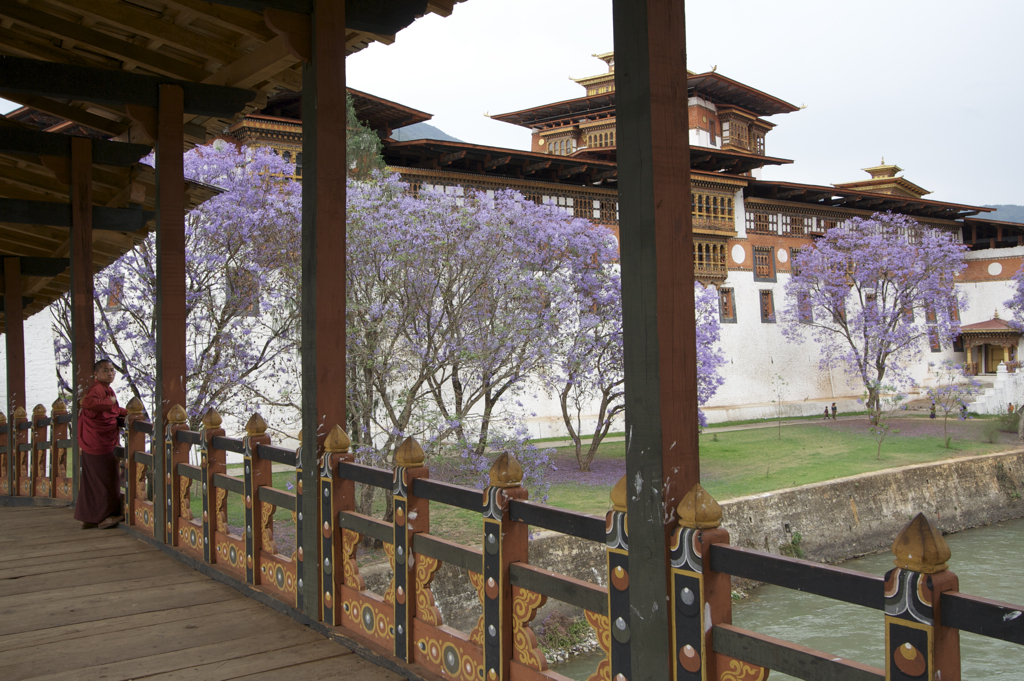
Пунакха-дзонг, административная крепость Пунабов

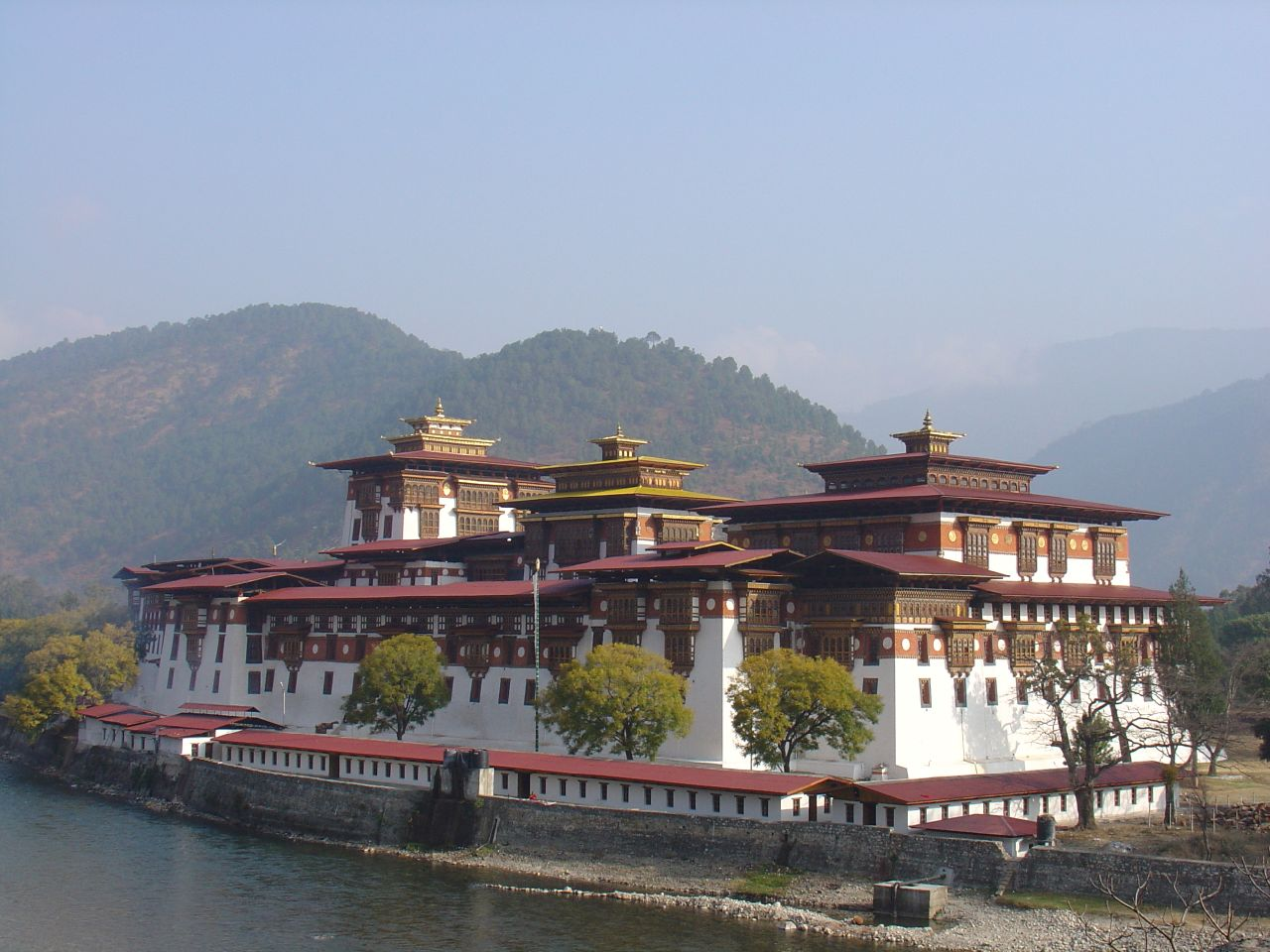
Пунакха-дзонг

Ниже представлены Дзонгпены Пунакхи, также называемые «Пунабы».
| №  | Имя                  |
| -- | -------------------- |
| 1  | Пунаб Пекар Рубги    |
| 2  | Пунаб Тензин Друкда  |
| 3  | Пунаб Друк Пелзанг   |
| 4  | Пунаб Тенпа Вангчук  |
| 5  | Пунаб Далуб Тобгье   |
| 6  | Пунаб Данг Таши      |
| 7  | Пунаб Дамчхо Ринчхен |
| 8  | Пунаб Нгодуб         |
| 9  | Пунаб Пунцо Дорджи   |
| 10 | Пунаб Тонглай        |
| 11 | Пунаб Вангчук        |
| 12 | Пунаб Вангша         |

## ДзонгпеныТхимпху
Ниже представлены дзонгпены Тхимпху, также называемые «Тхимпхубы».

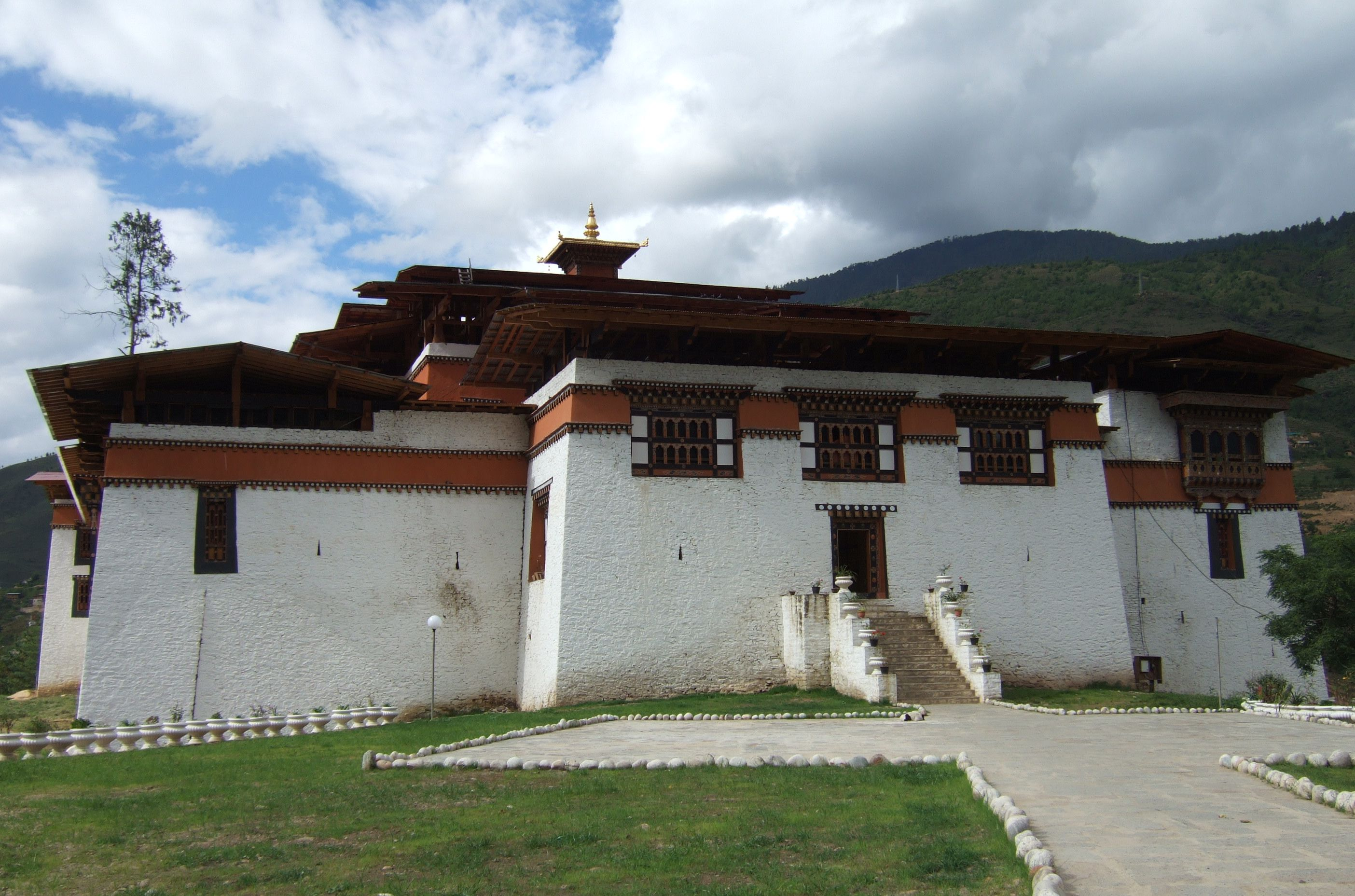
Симток-Дзонг, исторический административный центр Тхимпху.

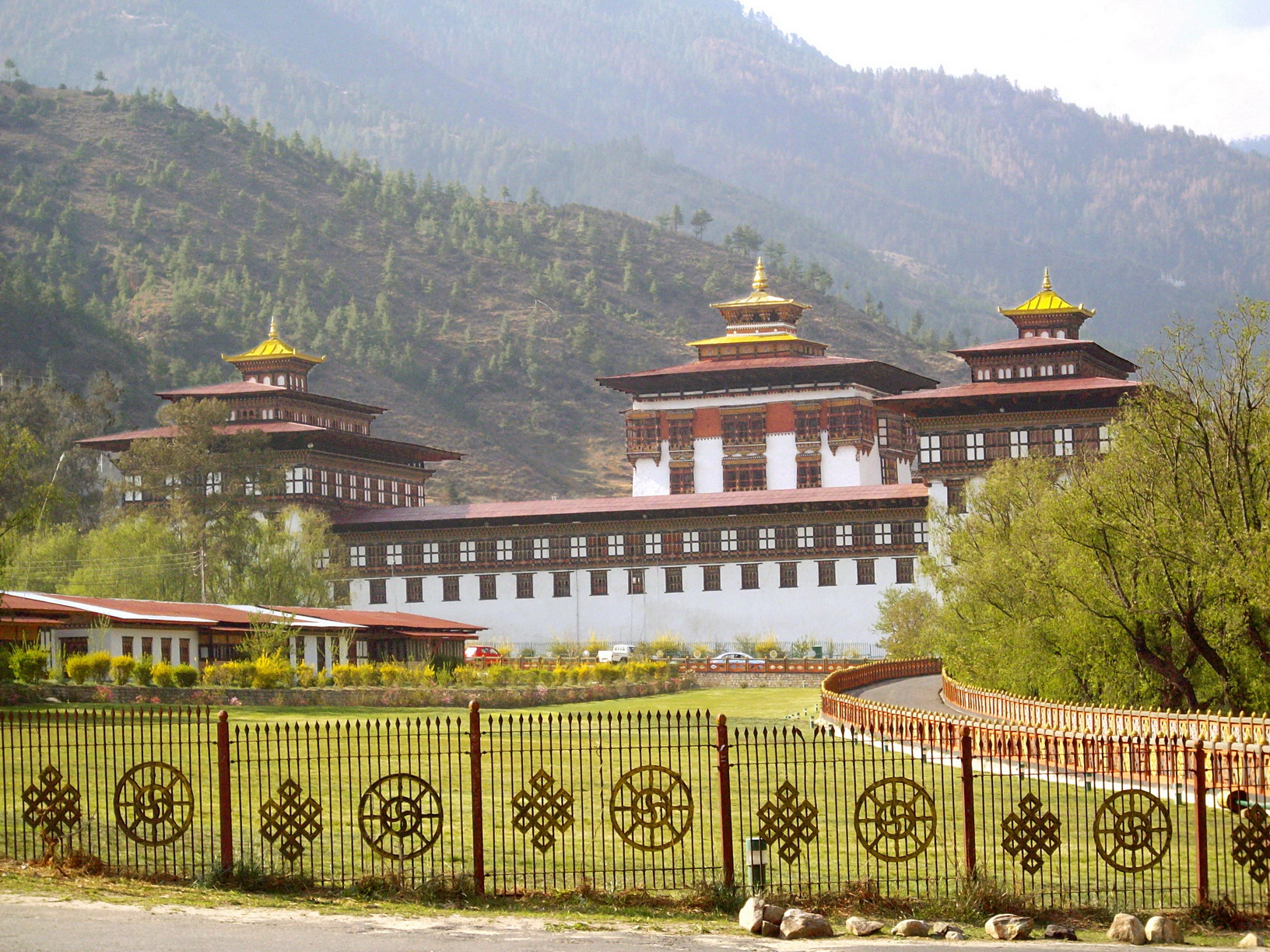
Ташичо-Дзонг, административный центр Тхимпху.

| №  | Имя                                      |
| -- | ---------------------------------------- |
| 1  | Тхимпхуб Аву Тшеринг                     |
| 2  | Тхимпхуб Норбу                           |
| 3  | Тхимпхуб Нгванг Гьелтшен                 |
| 4  | Тхимпхуб Таши Дорджи                     |
| 5  | Тхимпхуб Друк Рубгье                     |
| 6  | Тхимпхуб Сонам Другьел                   |
| 7  | Тимпхуб Дондуб                           |
| 8  | Тхимпхуб Друк Пхунтшо                    |
| 9  | Тхимпхуб Друк Тензин                     |
| 10 | Тхимпхуб Чхоки Гьелтшен (Тшеванг Ринчен) |
| 11 | Тхимпхуб Ума Дева (Шеруб Тарчхин)        |
| 12 | Тхимпхуб Каша                            |
| 13 | Тхимпхуб Карма Другьел                   |
| 14 | Тхимпхуб Хасаб Тобгье                    |
| 15 | Тхимпхуб Каванг Мангкхел                 |
| 16 | Тхимпхуб Лама Тхеванг                    |
| 17 | Тхимпхуб Алу Дорджи                      |
| 18 | Тхимпхуб Кунзанг Тинлей                  |
| 19 | Тхимпхуб Пема                            |
| 20 | Тхимпхуб Кунзанг Тинлей                  |

## ДзонгпеныВангду

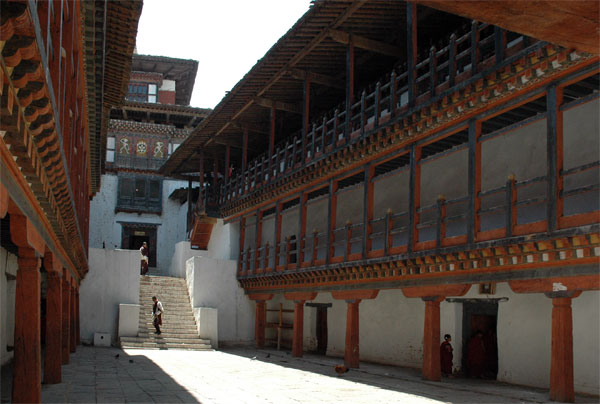
Вангди-Пходранг Дзонг

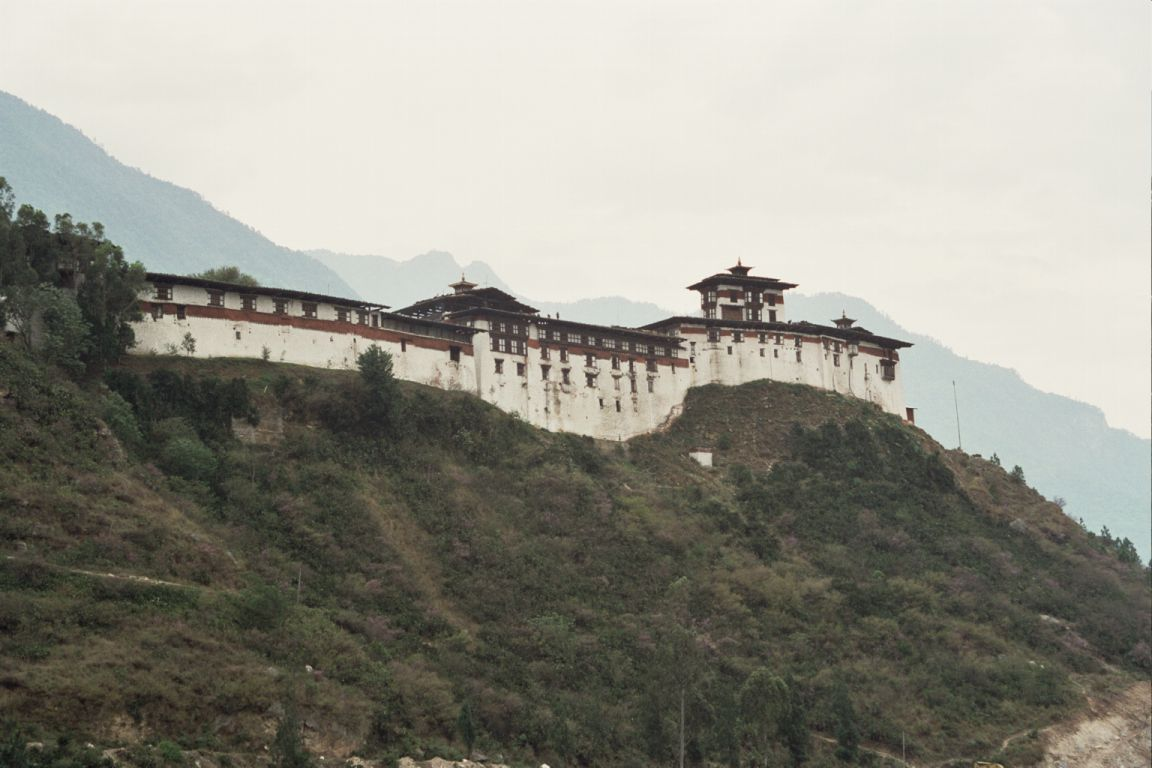
Вангди-Пходранг Дзонг

Ниже представлены дзонгпены Вангди-Пходранга, также называемые «Вангзоб».
| №  | Имя                          |
| -- | ---------------------------- |
| 1  | Вангзоб Чходже Намка Ринчхен |
| 2  | Вангзоб Гедун Чхопхел        |
| 3  | Вангзоб Нгванг Церинг        |
| 4  | Вангзоб Друк Тензин          |
| 5  | Вангзоб Сангье Тензин        |
| 6  | Вангзоб Лепи Шеруб           |
| 7  | Вангзоб Сонам Лхундуп        |
| 8  | Вангзоб Сангай               |
| 9  | Вангзоб Кунга Гьелтшен       |
| 10 | Вангзоб Пхунцо Намгьел       |
| 11 | Вангзоб Далуб Тобгье         |
| 12 | Вангзоб Сигай                |
| 13 | Вангзоб Тензин Намгьел       |
| 14 | Вангзоб Каванг Сангай        |
| 15 | Вангзоб Ангду                |
| 16 | Вангзоб Джигме Намгьел       |
| 17 | Вангзоб Тинли Тобгье         |
| 18 | Вангзоб Ашанг Джампа         |
| 19 | Вангзоб Коду                 |
| 20 | Вангзоб Домчу                |